# 21612 Chelsagloria
21612 Chelsagloria è un asteroide della fascia principale. Scoperto nel 1999, presenta un'orbita caratterizzata da un semiasse maggiore pari a 2,2545469 UA e da un'eccentricità di 0,0710992, inclinata di 6,11199° rispetto all'eclittica.